# پولیس سرحدی افغانستان

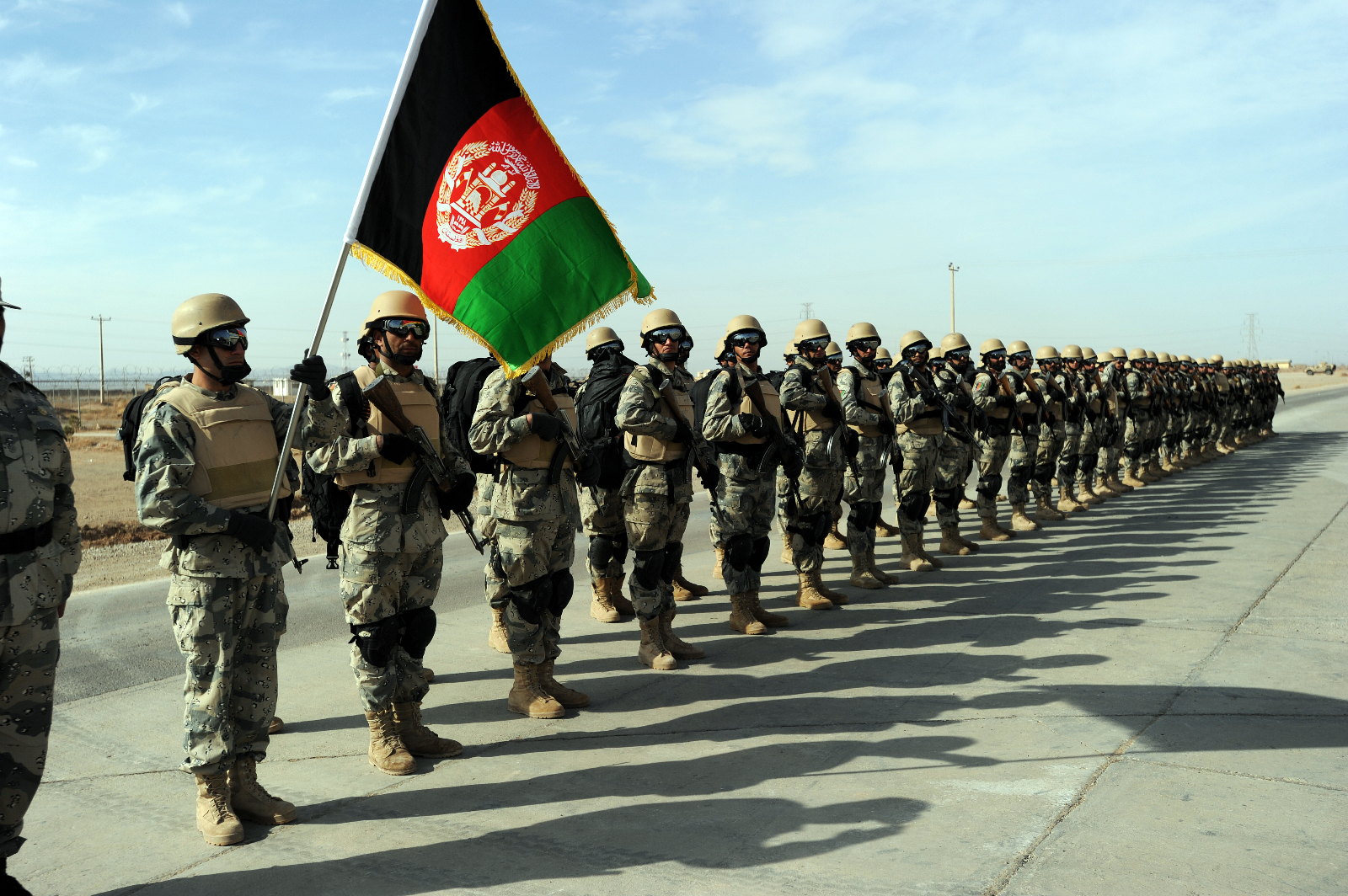
پولیس سرحدی افغانستان، ولایت هرات

پولیس سرحدی افغانستان یا پلیس مرزی افغانستان یا مرزبانی افغانستان کوته‌نوشت (ABP)، مسئولیت تأمین امنیت و دفاع از ۵٬۵۲۹ کیلومتر (۳٬۴۳۶ مایل) سرحدات افغانستان با ۶ کشور همسایه آنرا دارد. تأمین امنیت فرودگاه‌های بین‌المللی، گمرک‌ها، بندرگاه‌ها و بررسی مسائل مهاجرتی افغانستان از دیگر وظایف این پولیس می‌باشد؛ با این حال جلوگیری از قاچاق موادمخدر مهم‌ترین اولویت آنها به‌شمار می‌رود. پولیس سرحدی افغانستان با فاصله ۵۵ کیلومتری، در سراسر سرحدات افغانستان مستقر هستند و گشت‌زنی می‌کنند؛ این فاصله در امتداد خط دیورند که سرحد افغانستان با پاکستان است، بیشتر می‌شود. رئیس فعلی پولیس سرحدی افغانستان، تورن جنرال محمدشفیق فضلی می‌باشد.

## تشکیلات
پولیس سرحدی افغانستان تحت فرماندهی پولیس ملی افغانستان قرار دارد و زیر کنترل اداری وزارت امور داخله افغانستان می‌باشد. دفتر مرکزی پولیس سرحدی افغانستان در کابل قرار دارد و فرماندهی آن برعهده یک نظامی با رتبه تورن‌جنرال (سرلشکر) است. این پولیس برای محافظت از ۱۴ گذرگاه مرزی و بندرگاه و ۵ فرودگاه بزرگ بین‌المللی، ۲۳٬۰۰۰ سرباز در شش زون (منطقه) مستقر کرده‌است.

### زون شمال‌غرب به مرکزیت شهر مزارشریف

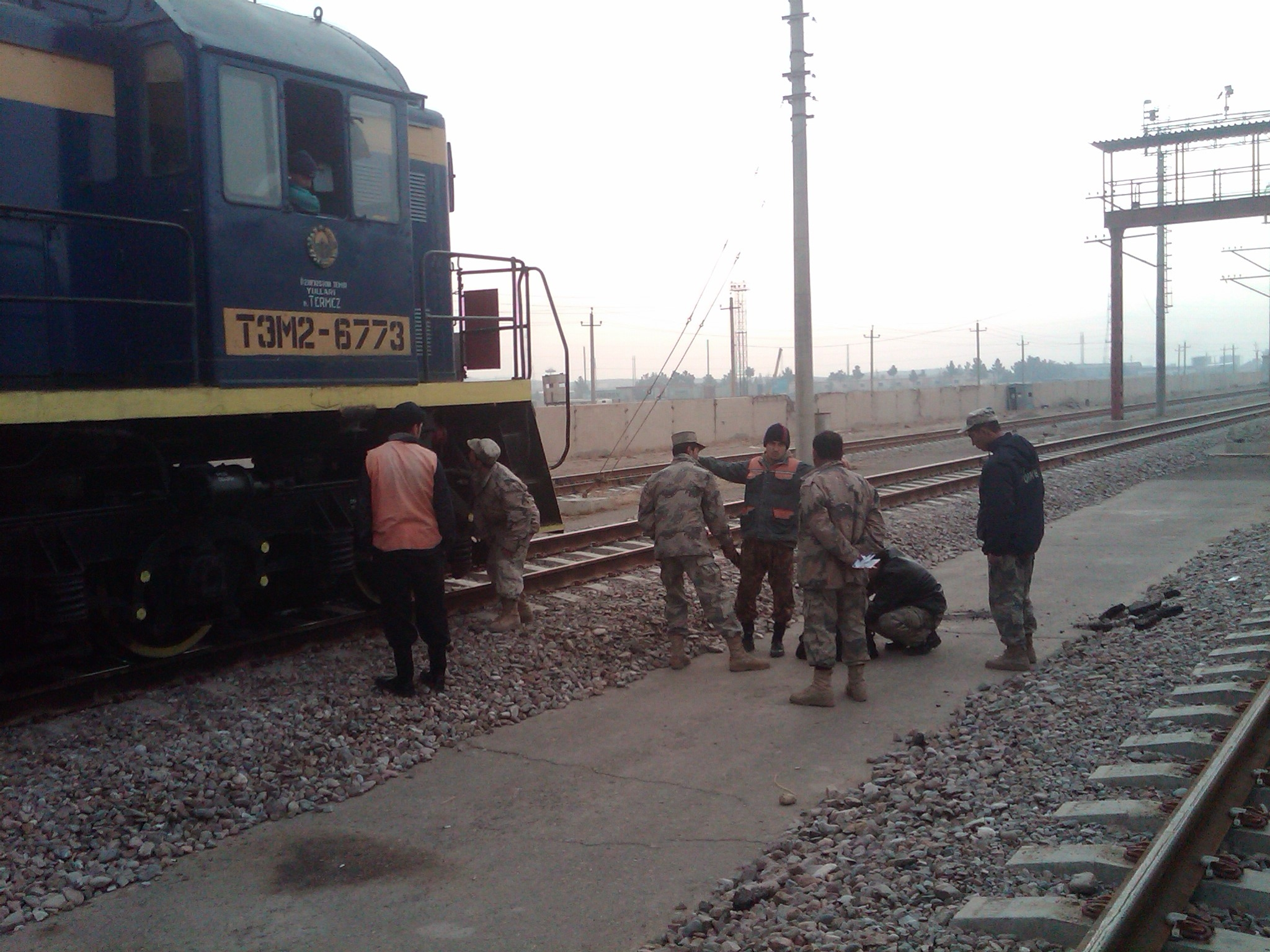
پولیس سرحدی افغانستان در حال بررسی یک لوکوموتیف در بندر حیرتان واقع در ولایت بلخ در مرز با ازبکستان

پولیس سرحدی زون شمال‌غرب افغانستان مسئولیت تأمین امنیت سرحدات افغانستان با کشورهای ازبکستان و تاجیکستان، بندر حیرتان در مرز با ازبکستان، بندر آقینه در مرز با ترکمنستان و فرودگاه بین‌المللی مولانا جلاالدین محمد بلخی در شهر مزارشریف را دارد. بندر حیرتان بزرگ‌ترین بندر و گمرک افغانستان است که به‌وسیلهٔ یک راه‌آهن به شهر مزارشریف وصل می‌شود و ترمینال راه‌آهن آن شلوغ‌ترین ترمینال ورود کالا به افغانستان می‌باشد. مرکز فرماندهی این پولیس در زون ۷۰۷ پامیر واقع در شهر مزارشریف می‌باشد و توسط قول اردوی ۲۰۹ شاهین پشتیبانی می‌شود. پولیس سرحدی این زون در ولایات و ولسوالی‌های ذیل مستقر هستند:
- ولایت فاریاب
  - ولسوالی المار
  - ولسوالی قرم‌قل
  - ولسوالی دولت‌آباد
  - ولسوالی شیرین‌تگاب
  - ولسوالی خان چارباغ
- ولایت جوزجان
  - ولسوالی خم‌آب
  - ولسوالی قرقین
  - ولسوالی خواجه دوکوه
- ولایت بلخ
  - ولسوالی کلدار
  - ولسوالی شورتپه

### زون شمال‌شرق به مرکزیت شهر قندوز

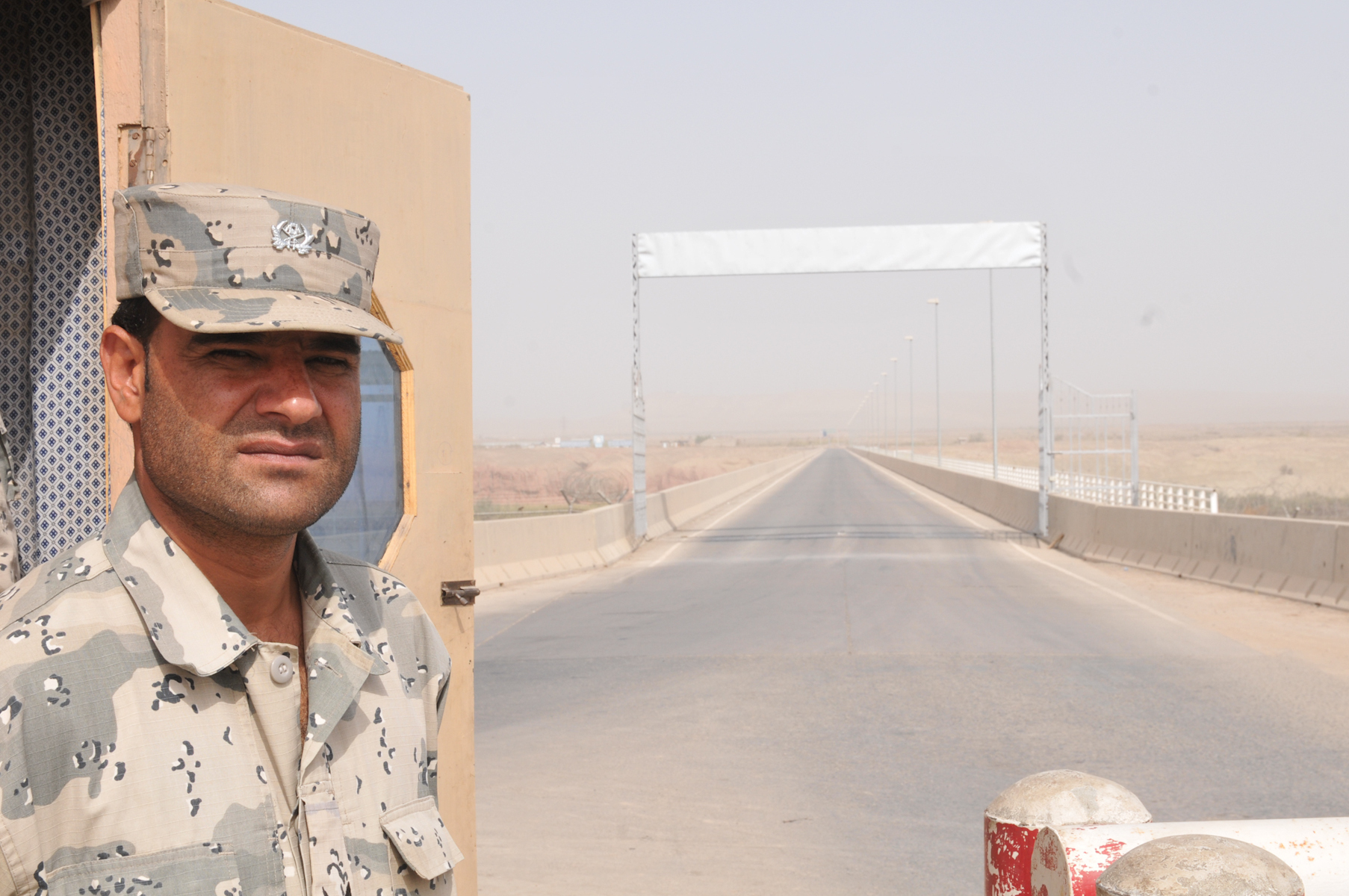
پولیس سرحدی افغانستان در پل دوستی افغانستان-تاجیکستان واقع در شیرخان بندر ولایت کندز

پولیس سرحدی زون شمال‌شرق افغانستان مسئولیت تأمین امنیت سرحدات افغانستان با کشورهای تاجیکستان، پاکستان، هند و چین و شیرخان بندر در مرز با تاجیکستان را دارد. مرکز فرماندهی این پولیس در زون ۸۰۸ اسپین‌زر واقع در شهر قندوز می‌باشد و توسط قول اردوی ۲۱۷ پامیر پشتیبانی می‌شود. پولیس سرحدی این زون در ولایات و ولسوالی‌های ذیل مستقر اند:
- ولایت کندز
  - ولسوالی قلعه ذال
  - ولسوالی امام صاحب
- ولایت تخار
  - ولسوالی درقد
  - ولسوالی چاه‌آب
  - ولسوالی ینگی‌قلعه
  - ولسوالی خواجه غار
- ولایت بدخشان
  - ولسوالی یاوان
  - ولسوالی شکی
  - ولسوالی زیباک
  - ولسوالی واخان
  - ولسوالی شغنان
  - ولسوالی کوف‌آب
  - ولسوالی اشکاشم
  - ولسوالی راغستان
  - ولسوالی درواز بالا
  - ولسوالی شهر بزرگ
  - ولسوالی درواز پایین
  - ولسوالی کران و منجان

### زون شرق به مرکزیت شهر جلال‌آباد

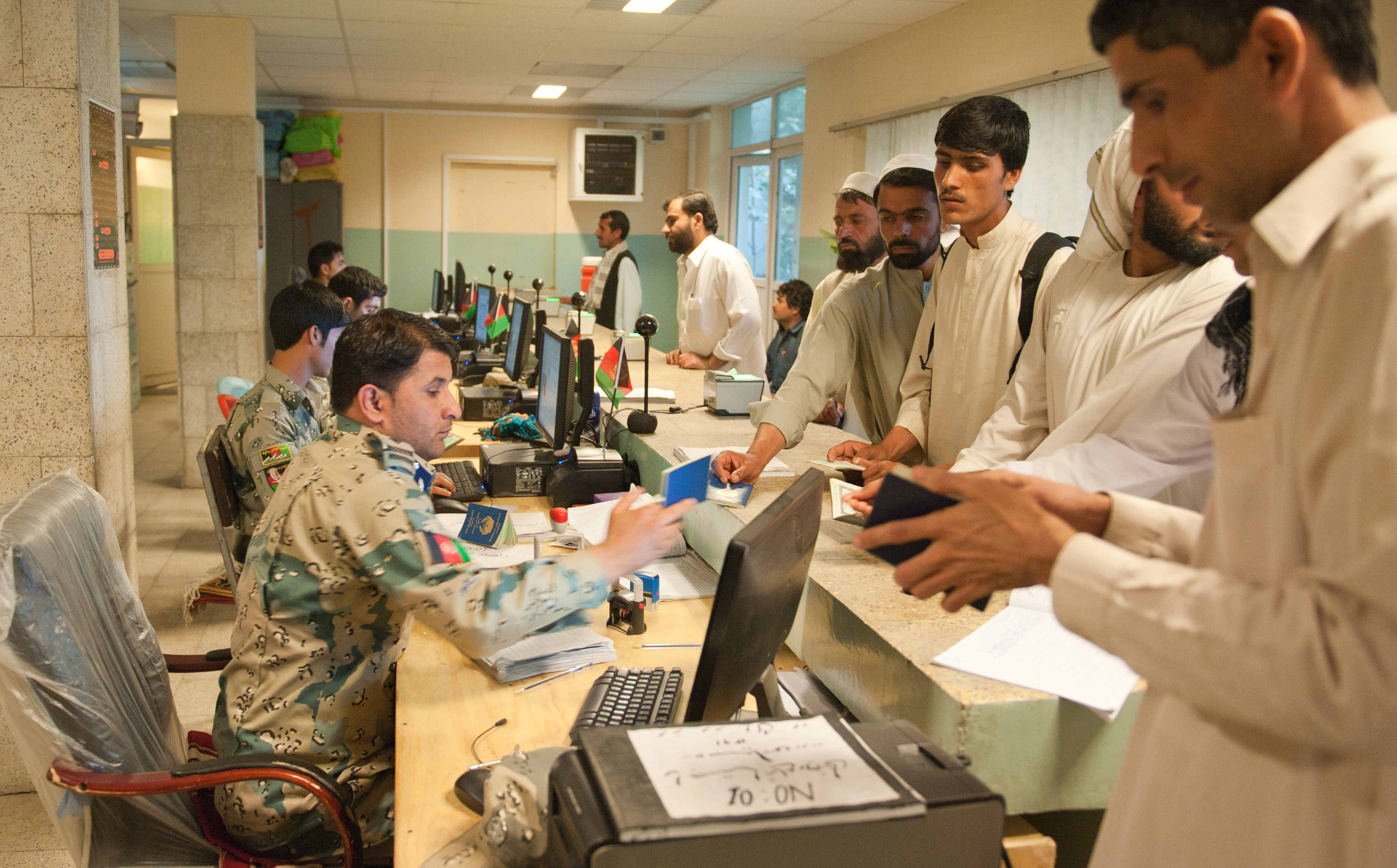
پولیس سرحدی افغانستان در بندر تورخم واقع در ولایت ننگرهار در مرز با پاکستان

پولیس سرحدی زون شرق افغانستان مسئولیت تأمین امنیت سرحدات افغانستان در امتداد خط دیورند با کشور پاکستان، بندر تورخم در مرز با آن کشور و فرودگاه بین‌المللی حامد کرزی در کابل را دارد. مرکز فرماندهی این پولیس در زون ۲۰۲ شمشاد واقع در شهر جلال‌آباد می‌باشد و توسط قول اردوی ۲۰۱ سیلاب پشتیبانی می‌شود. پولیس سرحدی این زون در ولایات و ولسوالی‌های ذیل مستقر اند:
- ولایت نورستان
  - ولسوالی کامدیش
  - ولسوالی برگ متال
- ولایت کنر
  - ولسوالی ناری
  - ولسوالی دانگام
  - ولسوالی مروره
  - ولسوالی سرکانی
  - ولسوالی خاص‌کنر
- ولایت ننگرهار
  - ولسوالی اچین
  - ولسوالی ده‌بالا
  - ولسوالی دربابا
  - ولسوالی گوشته
  - ولسوالی لعل‌پور
  - ولسوالی شیرزاد
  - ولسوالی خوگیانی
  - ولسوالی مهمنددره
  - ولسوالی پچیرواگام

### زون جنوب‌شرق به مرکزیت شهر گردیز

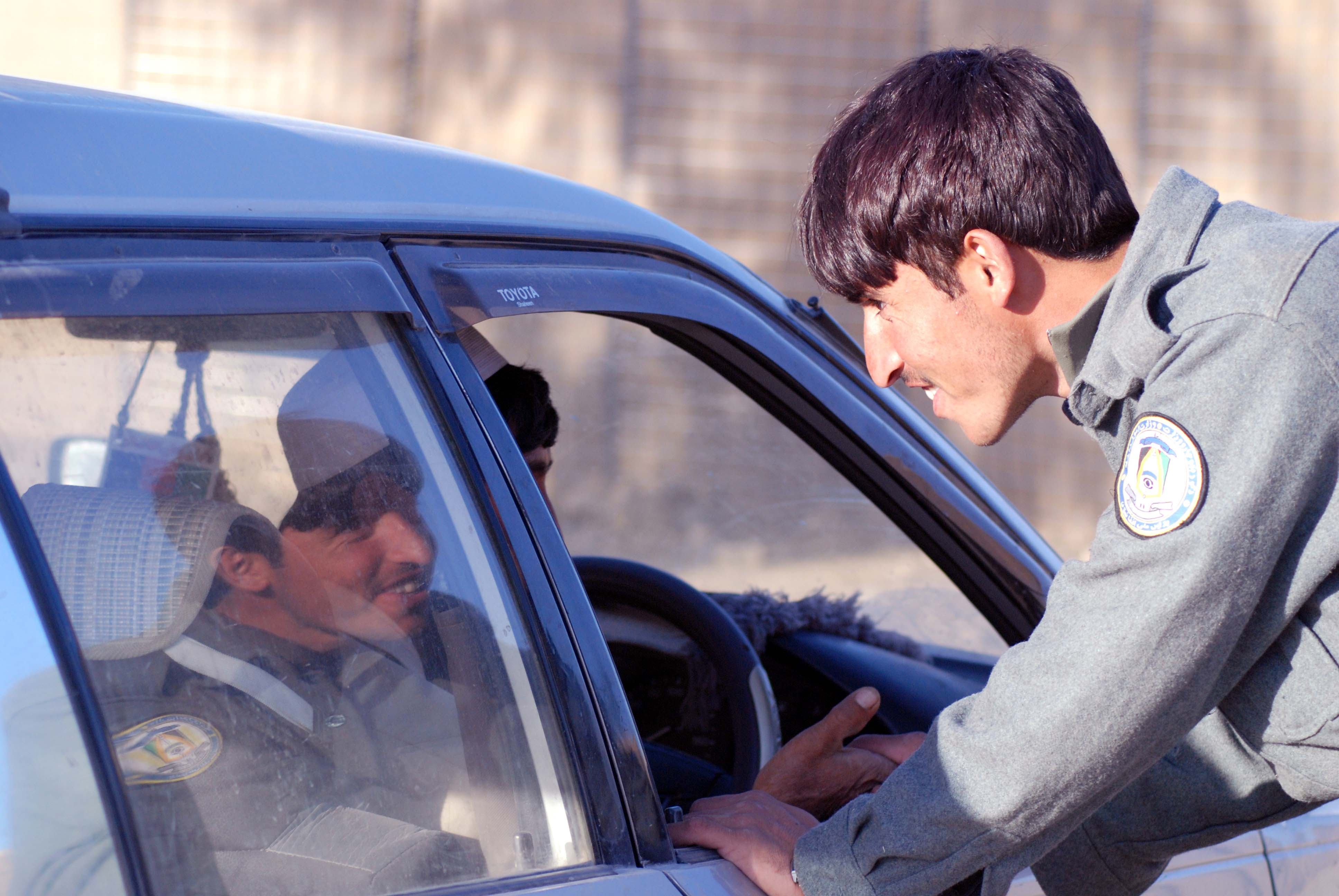
پولیس سرحدی افغانستان بندر غلام‌خان واقع در ولایت خوست در مرز با پاکستان

پولیس سرحدی زون جنوب‌شرق افغانستان مسئولیت تأمین امنیت سرحدات افغانستان در امتداد خط دیورند با کشور پاکستان و بندر غلام‌خان در مرز با آن کشور را دارد. مرکز فرماندهی این پولیس در زون ۳۰۳ اسپین‌غر واقع در شهر گردیز می‌باشد و توسط قول اردوی ۲۰۳ تندر پشتیبانی می‌شود. پولیس سرحدی این زون در ولایات و ولسوالی‌های ذیل مستقر اند:
- ولایت پکتیا
  - ولسوالی ازره
  - ولسوالی جاجی
  - ولسوالی دند پتان
- ولایت خوست
  - ولسوالی باک
  - ولسوالی تنی
  - ولسوالی گربز
  - ولسوالی سپیره
  - ولسوالی تیریزائی
  - ولسوالی جاجی میدان
  - ولسوالی خوست متون
- ولایت پکتیکا
  - ولسوالی گیان
  - ولسوالی برمل
  - ولسوالی گومل
  - ولسوالی زیروک
  - ولسوالی ورممی
  - ولسوالی اورگون

### زون جنوب و جنوب‌غرب به مرکزیت شهر قندهار

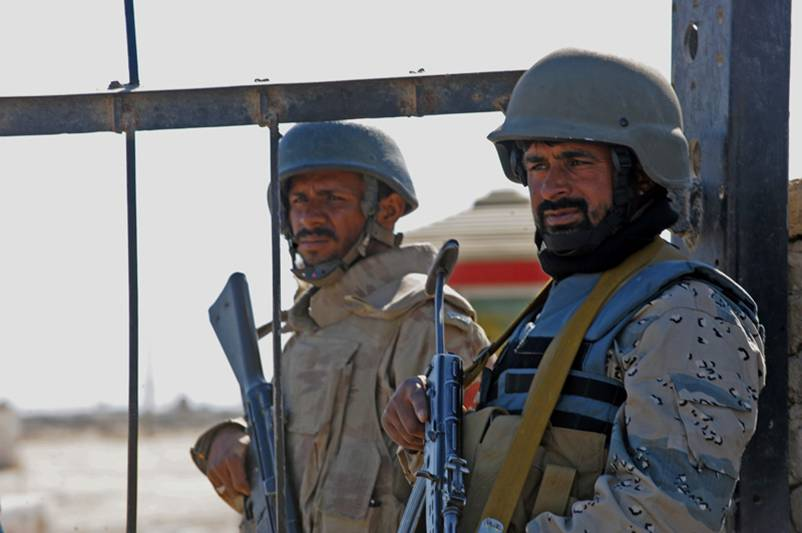
پولیس سرحدی بلوچستان (چپ) و پولیس سرحدی افغانستان (راست) در دروازه دوستی چمن واقع در بندر اسپین‌بولدک ولایت قندهار

پولیس سرحدی زون جنوب و جنوب‌غرب افغانستان مسئولیت تأمین امنیت سرحدات افغانستان با کشورهای پاکستان و ایران، بندر اسپین‌بولدک در مرز با پاکستان، بندر زرنج در مرز با ایران و فرودگاه بین‌الملی احمدشاه بابا در شهر قندهار را دارد. مرکز فرماندهی این پولیس در زون ۴۰۴ میوند واقع در شهر قندهار می‌باشد و توسط قول اردوی ۲۰۵ اتل پشتیبانی می‌شود. پولیس سرحدی این زون در ولایات و ولسوالی‌های ذیل مستقر اند:
- ولایت زابل
  - ولسوالی اتغر
  - ولسوالی شملزائی
- ولایت قندهار
  - ولسوالی معروف
  - ولسوالی شورابک
  - ولسوالی ارغستان
  - ولسوالی ریگستان
  - ولسوالی سپین‌بولدک
- ولایت هلمند
  - ولسوالی دیشو
  - ولسوالی گرمسیر
- ولایت نیمروز
  - ولسوالی کنگ
  - ولسوالی زرنج
  - ولسوالی چخانسور

### زون غرب به مرکزیت شهر هرات

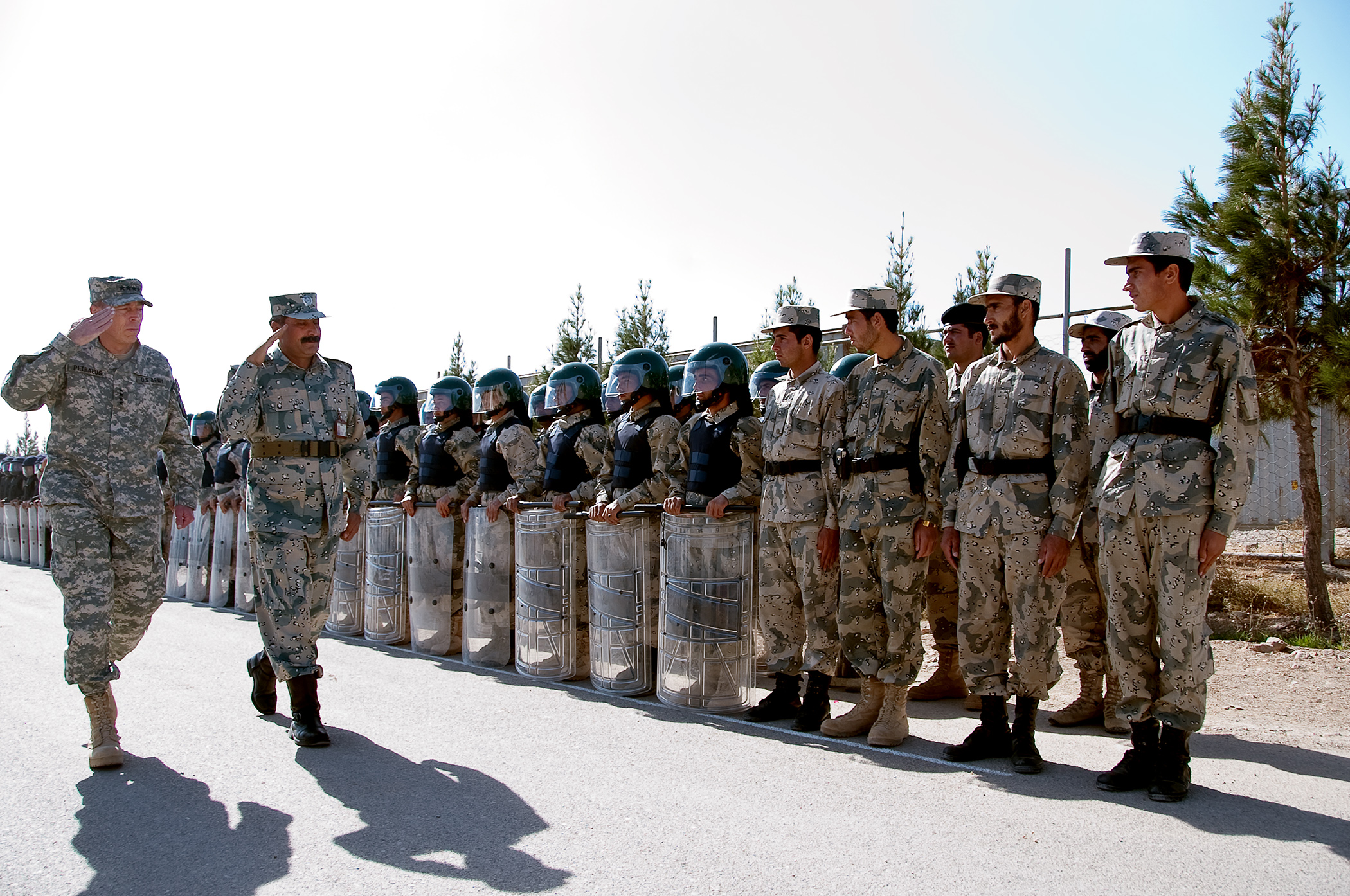
پولیس سرحدی افغانستان در بندر تورغوندی واقع در ولایت هرات در مرز با پاکستان

پولیس سرحدی زون غرب افغانستان مسئولیت تأمین امنیت سرحدات افغانستان با کشورهای ایران و ترکمنستان، بندر اسلام‌قلعه در مرز با ایران، بندر تورغوندی در مرز با ترکمنستان و فرودگاه بین‌الملی خواجه عبدالله انصاری در شهر هرات را دارد. مرکز فرماندهی این پولیس در زون ۶۰۶ انصار واقع در شهر هرات می‌باشد و توسط قول اردوی ۲۰۷ ظفر پشتیبانی می‌شود. پولیس سرحدی این زون در ولایات و ولسوالی‌های ذیل مستقر اند:
- ولایت فراه
  - ولسوالی اناردره
  - ولسوالی قلعه کاه
  - ولسوالی شیب‌کوه
  - ولسوالی لاش و جوین
- ولایت هرات
  - ولسوالی گلران
  - ولسوالی کشک
  - ولسوالی غوریان
  - ولسوالی ادرسکن
  - ولسوالی کوهسان
  - ولسوالی کشک کهنه
- ولایت بادغیس
  - ولسوالی مقر
  - ولسوالی مرغاب
  - ولسوالی آب‌کمری